# Mrémani
Mrémani ist ein Dorf auf der komorischen Insel Anjouan und Sitz der Verwaltung der Gemeinde Mrémani sowie der Präfektur Mrémani.

## Lage
Das Dorf liegt im südöstlichen Teil Anjouans auf einer Höhe von 652 Metern. Mrémani ist hauptsächlich von Wald umgeben, westlich des Dorfes finden sich aber auch Felder und im Süden liegt Badracouni. In geringer östlicher Entfernung befindet sich auch Ongojou, das zur Gemeinde Ongojou gehört. Neben der Mosquée de Kambani hat Mrémani auch ein Bekleidungsgeschäft im Zentrum. Das Plateau de Mrémani ist ein bewaldetes Hochplateau südöstlich des Ortes.